# Lelio Socino

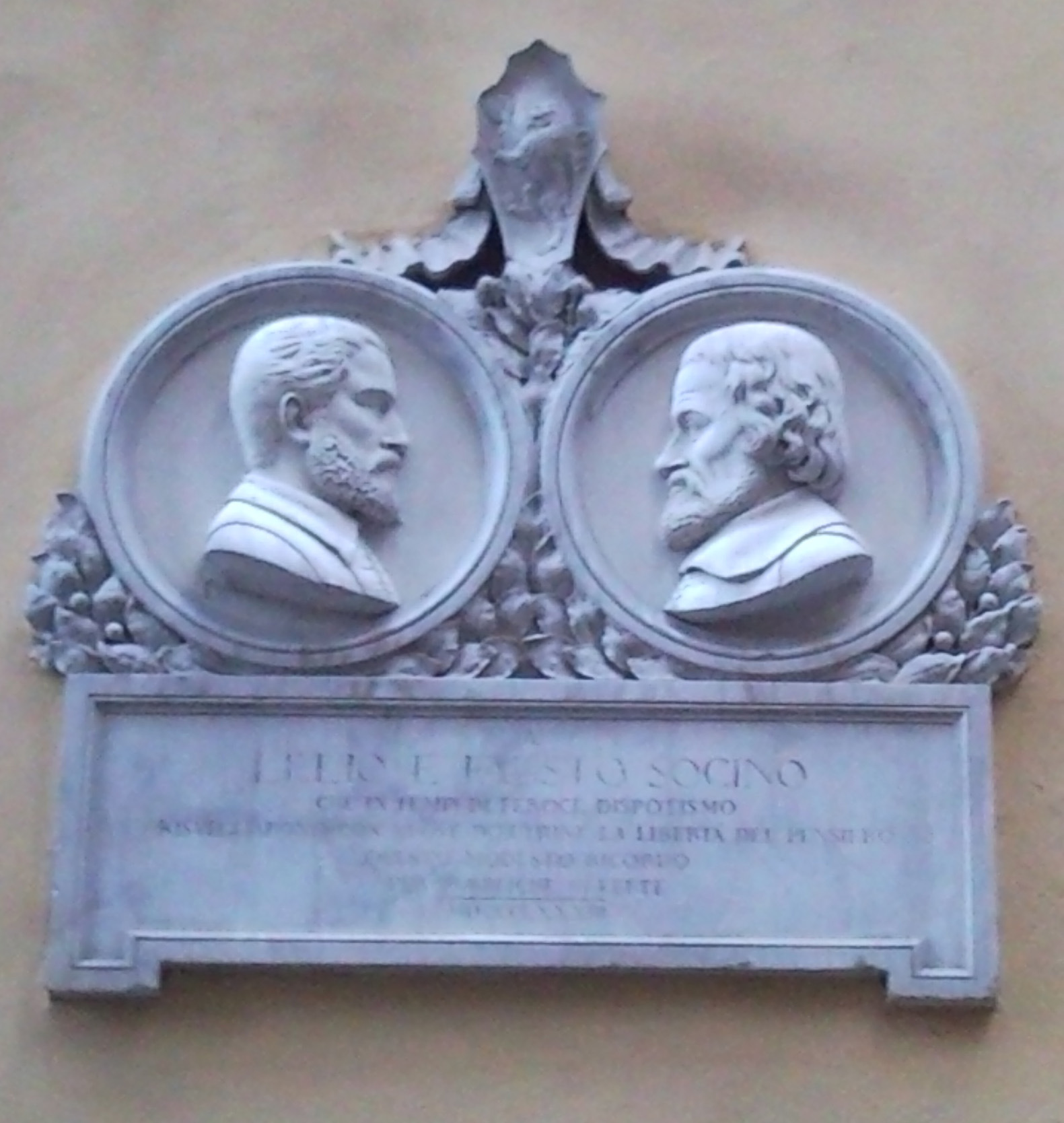
Placa en honor a Lelio y Fausto Socino en Siena.

Lelio Francesco Maria Sozzini (o Lelio Socino por la traducción al latín Socinus) (Siena, 29 de enero de 1525 - 4 de mayo de 1562 ) fue un humanista y reformador italiano. 
Socino nace en Siena. Su familia descendía de Sozzo, un banquero de Percena, cuyo segundo hijo, Mino Sozzi, se asentó como notario en Siena, en 1304.

## Obra
- De sacramentis dissertatio (1560), en cuatro partes
- De resurrectione (un fragmento)
- Brevis explicatio in primum Johannis caput (1561)

## Los socinianos
Los socinianos (como se les llamaría) tomaron el nombre de Lelio Socino, el cual había sido influido por los escritos y publicaciones del eminente médico español Miguel Servet, brutalmente ejecutado en una hoguera el 27 de octubre de 1553 por sus escritos.
Lelio Socino quedó impresionado por los escritos de Servet, en particular De Trinitatis Erroribus, y éste llegó a la conclusión —como Servet— de que las Escrituras no enseñan el "Dogma de la Trinidad".
Lelio Socino compartió profundamente sus investigaciones bíblicas y escritos con su sobrino Fausto Socino, el cual, conmovido por las investigaciones de su tío, llegó a compartir las mismas ideas.